# Nieswoiste zapalenia jelit
Nieswoiste zapalenie jelit (ang. inflammatory bowel disease, IBD) – grupa przewlekłych chorób zapalnych przewodu pokarmowego, głównie jelita grubego lub cienkiego.
Najczęstszymi chorobami z tej grupy są choroba Leśniowskiego-Crohna i wrzodziejące zapalenie jelita grubego.
Należą do nich również:
- kolagenowe zapalenie jelit
- eozynofilowe zapalenie żołądka i jelit
- choroba Behçeta
- niedokrwienne zapalenie jelita grubego

## Klasyfikacja ICD10
| kod ICD10     | nazwa choroby |
| ------------- | --- |
| ICD-10: K50   | Choroba Crohna (choroba Leśniowskiego-Crohna)                                                                                                |
| ICD-10: K51   | Wrzodziejące zapalenie jelit |
| ICD-10: K52.8 | Kolagenowe zapalenie jelit Eozynofilowe zapalenie żołądka i jelit Limfocytowe zapalenie jelita grubego Mikroskopowe zapalenie jelita grubego |
| ICD-10: K55.1 | Niedokrwienne zapalenie jelita grubego (przewlekłe)                                                                                          |
| ICD-10: K55.9 | Niedokrwienne zapalenie jelita grubego (nieokreślone)                                                                                        |
| ICD-10: M35.2 | Choroba Behçeta |